# Unified Task Force
Unified Task Force (UNITAF) a fost o forță multinațională condusă de Statele Unite ale Americii, cu aprobarea Națiunilor Unite, care a operat în Somalia în perioada 5 decembrie 1992 – 4 mai 1993. Inițiativa americană (cu numele de cod Operation Restore Hope) a avut ca sarcină punerea în aplicare a Rezoluției 794 a Consiliului de Securitate al ONU: crearea unui mediu protejat pentru efectuarea de operațiuni umanitare în jumătatea sudică a Somaliei.
Mandatul inițial al UNITAF a fost acela de a folosi „toate mijloacele necesare” pentru a garanta livrarea de ajutor umanitar în conformitate cu Capitolul VII al Cartei Națiunilor Unite, și este considerată a fi fost un succes.